# Partecipanti al Rally Dakar 2024
Il Rally Dakar 2024 è stata la 46ª edizione della gara. La competizione è iniziata il 6 gennaio al Sea Camp, nei pressi di Yanbu, ed è terminata a Shaybah il 19 gennaio. 

## Liste iscritti
| Colore | Tipologia                                                                       |
| ------ | ------------------------------------------------------------------------------- |
|        | Piloti "Dakar Legends" che hanno preso parte ad almeno 10 edizioni della Dakar. |
|        | Piloti "rookie" che prendono parte alla loro prima Dakar.                       |
|        | Piloti che non sono riusciti a presentarsi al via.                              |
|        | Piloti "Original by Motul" che prendono parte alla gara senza assistenza.       |

### Moto
| Scuderia                                   | Moto                        | #   | Pilota                 | Classe  |
| ------------------------------------------ | --------------------------- | --- | ---------------------- | ------- |
| Husqvarna Factory Racing                   | Husqvarna 450 Rally Replica | 1   | Luciano Benavides      | RallyGP |
| Red Bull KTM Factory Racing                | KTM 450 Rally Replica       | 2   | Toby Price             | RallyGP |
| Red Bull KTM Factory Racing                | KTM 450 Rally Replica       | 47  | Kevin Benavides        | RallyGP |
| Red Bull KTM Factory Racing                | KTM 450 Rally Replica       | 52  | Matthias Walkner       | RallyGP |
| Red Bull GasGas Factory Racing             | GasGas 450 Rally Replica    | 4   | Sam Sunderland         | RallyGP |
| Red Bull GasGas Factory Racing             | GasGas 450 Rally Replica    | 5   | Daniel Sanders         | RallyGP |
| Monster Energy Honda Team                  | Honda CRF450 Rally          | 7   | Pablo Quintanilla      | RallyGP |
| Monster Energy Honda Team                  | Honda CRF450 Rally          | 9   | Ricky Brabec           | RallyGP |
| Monster Energy Honda Team                  | Honda CRF450 Rally          | 10  | Skyler Howes           | RallyGP |
| Monster Energy Honda Team                  | Honda CRF450 Rally          | 11  | José Ignacio Cornejo   | RallyGP |
| Monster Energy Honda Team                  | Honda CRF450 Rally          | 42  | Adrien van Beveren     | RallyGP |
| Monster Energy Honda Team                  | Honda CRF450 Rally          | 68  | Tosha Schareina        | RallyGP |
| Hero MotoSports Team Rally                 | Hero 450 Rally              | 14  | Sebastian Bühler       | RallyGP |
| Hero MotoSports Team Rally                 | Hero 450 Rally              | 27  | Joaquim Rodrigues      | RallyGP |
| Hero MotoSports Team Rally                 | Hero 450 Rally              | 46  | Ross Branch            | RallyGP |
| Hero MotoSports Team Rally                 | Hero 450 Rally              | 88  | Joan Barreda           | RallyGP |
| Sherco TVS Rally Factory                   | Sherco 450 SEF Rally        | 15  | Lorenzo Santolino      | RallyGP |
| Sherco TVS Rally Factory                   | Sherco 450 SEF Rally        | 19  | Rui Gonçalves          | RallyGP |
| Sherco TVS Rally Factory                   | Sherco 450 SEF Rally        | 20  | Harith Koitha Veettil  | Rally2  |
| Team Dumontier Racing                      | Husqvarna 450 Rally Replica | 16  | Romain Dumontier       | Rally2  |
| Team Dumontier Racing                      | Husqvarna 450 Rally Replica | 129 | Sébastien Herbet       | Rally2  |
| BAS World KTM Racing Team                  | KTM 450 Rally Replica       | 17  | Paolo Lucci            | Rally2  |
| BAS World KTM Racing Team                  | KTM 450 Rally Replica       | 18  | Bradley Cox            | Rally2  |
| BAS World KTM Racing Team                  | KTM 450 Rally Replica       | 22  | Michael Docherty       | Rally2  |
| BAS World KTM Racing Team                  | KTM 450 Rally Replica       | 24  | Toni Mulec             | Rally2  |
| BAS World KTM Racing Team                  | KTM 450 Rally Replica       | 28  | Mathieu Doveze         | Rally2  |
| BAS World KTM Racing Team                  | KTM 450 Rally Replica       | 59  | Francisco Arredondo    | Rally2  |
| BAS World KTM Racing Team                  | KTM 450 Rally Replica       | 66  | Yoshio Ikemachi        | Rally2  |
| BAS World KTM Racing Team                  | KTM 450 Rally Replica       | 69  | Cesar Rojo             | Rally2  |
| BAS World KTM Racing Team                  | KTM 450 Rally Replica       | 124 | Kerim Fitz-Gerald      | Rally2  |
| BAS World KTM Racing Team                  | KTM 450 Rally Replica       | 148 | Tomás de Gavardo       | Rally2  |
| Duust Rally Team                           | KTM 450 Rally Replica       | 21  | Jacob Argubright       | Rally2  |
| Duust Rally Team                           | KTM 450 Rally Replica       | 26  | Konrad Dabrowski       | Rally2  |
| Duust Rally Team                           | KTM 450 Rally Replica       | 76  | Jean-Loup Lepan        | Rally2  |
| Orion - Moto Racing Group                  | KTM 450 Rally Replica       | 23  | Martin Michek          | RallyGP |
| Orion - Moto Racing Group                  | KTM 450 Rally Replica       | 43  | Milan Engel            | Rally2  |
| Orion - Moto Racing Group                  | KTM 450 Rally Replica       | 63  | Jaromír Romančík       | Rally2  |
| Orion - Moto Racing Group                  | KTM 450 Rally Replica       | 70  | Dušan Drdaj            | Rally2  |
| Orion - Moto Racing Group                  | KTM 450 Rally Replica       | 101 | Martin Prokeš          | Rally2  |
| Orion - Moto Racing Group                  | KTM 450 Rally Replica       | 102 | Bartłomiej Tabin       | Rally2  |
| MX Ride Dubai                              | KTM 450 Rally Replica       | 25  | Mohammed Balooshi      | Rally2  |
| MX Ride Dubai                              | KTM 450 Rally Replica       | 50  | Abdullah Al Shatti     | Rally2  |
| Kove Rally Team                            | Kove 450 Rally              | 29  | Neels Theric           | Rally2  |
| Kove Rally Team                            | Kove 450 Rally              | 45  | Sunier Sunier          | Rally2  |
| Kove Rally Team                            | Kove 450 Rally              | 60  | Xavier Flick           | Rally2  |
| Kove Rally Team                            | Kove 450 Rally              | 81  | Fang Xiangling         | Rally2  |
| Yamaha Portugal                            | Yamaha WR450F Rally         | 30  | Antonio Maio           | RallyGP |
| Orlen Team                                 | Husqvarna 450 Rally Replica | 31  | Maciej Giemza          | RallyGP |
| American Rally Originals                   | Husqvarna 450 Rally Replica | 32  | Kyle McCoy             | Rally2  |
| Strojrent Racing                           | KTM 450 Rally Replica       | 33  | Jan Brabec             | Rally2  |
| Autonet Motorcycle Team                    | KTM 450 Rally Replica       | 34  | Emanuel Gyenes         | Rally2  |
| Crédito Agricola / Mario Patrão Motorsport | KTM 450 Rally Replica       | 36  | Mario Patrão           | Rally2  |
| Anquety Motorsport                         | Husqvarna 450 Rally Replica | 37  | Jérôme Martiny         | Rally2  |
| Team Benergy Rally- Galicia Calidade       | KTM 450 Rally Replica       | 38  | Eduardo Iglesias       | Rally2  |
| Team Esprit KTM                            | KTM 450 Rally Replica       | 37  | Benjamin Melot         | Rally2  |
| Pont Grup Yamaha                           | Yamaha WR450F Rally         | 40  | Javi Vega              | Rally2  |
| XRAIDS Experience                          | KTM 450 Rally Replica       | 41  | Diego Gamaliel         | Rally2  |
| XRAIDS Experience                          | KTM 450 Rally Replica       | 65  | Guillaume Chollet      | Rally2  |
| XRAIDS Experience                          | KTM 450 Rally Replica       | 67  | John William Medina    | Rally2  |
| XRAIDS Experience                          | KTM 450 Rally Replica       | 95  | Dominique Cizeau       | Rally2  |
| XRAIDS Experience                          | KTM 450 Rally Replica       | 99  | Juan Santiago Rostan   | Rally2  |
| XRAIDS Experience                          | KTM 450 Rally Replica       | 108 | Ashish Raorane         | Rally2  |
| XRAIDS Experience                          | KTM 450 Rally Replica       | 113 | Sebastián Urquía       | Rally2  |
| XRAIDS Experience                          | KTM 450 Rally Replica       | 140 | Bruno Santos           | Rally2  |
| Kove Italia                                | Kove 450 Rally              | 49  | Cesare Zacchetti       | Rally2  |
| Melilla Ciudad del Deporte                 | Husqvarna 450 Rally Replica | 51  | Rachid Al-Lal Lahadil  | Rally2  |
| Joyride Race Service                       | Husqvarna 450 Rally Replica | 53  | Thomas Kongshøj        | Rally2  |
| Wu Pa Da Hai Dao Rally Team                | KTM 450 Rally Replica       | 55  | Zaker Yakefu           | Rally2  |
| Wu Pa Da Hai Dao Rally Team                | KTM 450 Rally Replica       | 75  | Zhang Min              | Rally2  |
| Wu Pa Da Hai Dao Rally Team                | KTM 450 Rally Replica       | 78  | Zhao Hongyi            | Rally2  |
| Simon Marčič                               | Husqvarna 450 Rally Replica | 56  | Simon Marčič           | Rally2  |
| Fantic Rally Team                          | Fantic XEF 450 Rally        | 57  | Tommaso Montanari      | Rally2  |
| Fantic Rally Team                          | Fantic XEF 450 Rally        | 62  | Jeremy Miroir          | Rally2  |
| Fantic Rally Team                          | Fantic XEF 450 Rally        | 110 | Jane Daniels           | Rally2  |
| SP Moto Bohemia Racing Team                | KTM 450 Rally Replica       | 61  | David Pabiška          | Rally2  |
| Team GP Motors                             | KTM 450 Rally Replica       | 64  | Romain Duchêne         | Rally2  |
| tuttogru                                   | Honda CRF 450 Rally         | 71  | Francesco Catanese     | Rally2  |
| Nomade Racing                              | KTM 450 Rally Replica       | 72  | Philippe Gendron       | Rally2  |
| Nomade Racing                              | GasGas 450 Rally Replica    | 83  | Fabien Domas           | Rally2  |
| Nomade Racing                              | Husqvarna 450 Rally Replica | 90  | Loïs d'Abbadie         | Rally2  |
| Nomade Racing                              | KTM 450 Rally Replica       | 105 | Julien Dalbec          | Rally2  |
| Nomade Racing                              | GasGas 450 Rally Replica    | 111 | Yael Kadshai           | Rally2  |
| Nomade Racing                              | Husqvarna 450 Rally Replica | 121 | James Simonin          | Rally2  |
| Nomade Racing                              | KTM 450 Rally Replica       | 127 | Ronald Venter          | Rally2  |
| Nomade Racing                              | Husqvarna 450 Rally Replica | 128 | Max Bianucci           | Rally2  |
| Nomade Racing                              | KTM 450 Rally Replica       | 147 | Mathieu Girard         | Rally2  |
| HT Rally Raid Husqvarna Racing             | Husqvarna 450 Rally Replica | 73  | Charan Moore           | Rally2  |
| HT Rally Raid Husqvarna Racing             | Husqvarna 450 Rally Replica | 89  | Ardit Kurtaj           | Rally2  |
| HT Rally Raid Husqvarna Racing             | Husqvarna 450 Rally Replica | 103 | Ashley Thixton         | Rally2  |
| HT Rally Raid Husqvarna Racing             | Husqvarna 450 Rally Replica | 120 | Joris Van Dyck         | Rally2  |
| HT Rally Raid Husqvarna Racing             | Husqvarna 450 Rally Replica | 136 | Weston Carr            | Rally2  |
| HT Rally Raid Husqvarna Racing             | Husqvarna 450 Rally Replica | 137 | Gwen Backx             | Rally2  |
| HT Rally Raid Husqvarna Racing             | Husqvarna 450 Rally Replica | 138 | Pierre Saeys           | Rally2  |
| HT Rally Raid Husqvarna Racing             | Husqvarna 450 Rally Replica | 144 | Fabián von Thuengen    | Rally2  |
| HT Rally Raid Husqvarna Racing             | Husqvarna 450 Rally Replica | 145 | Ganzorig Chuluun       | Rally2  |
| Môle Agri Forest / Comas Moto              | GasGas 450 Rally Replica    | 74  | Michael Jacobi         | Rally2  |
| Horizon Moto 95                            | KTM 450 Rally Replica       | 79  | Amaury Baratin         | Rally2  |
| Club Aventura Touareg                      | KTM 450 Rally Replica       | 80  | Alexandre Azinhais     | Rally2  |
| Club Aventura Touareg                      | KTM 450 Rally Replica       | 109 | Mohamed Aoulad         | Rally2  |
| Club Aventura Touareg                      | KTM 450 Rally Replica       | 146 | Gad Nachmani           | Rally2  |
| Pedrega Team                               | Husqvarna 450 Rally Replica | 82  | Albert Martin          | Rally2  |
| Pedrega Team                               | KTM 450 Rally Replica       | 126 | Mario Garrido          | Rally2  |
| Pedrega Team                               | Husqvarna 450 Rally Replica | 143 | Hector Guerrero        | Rally2  |
| Rally POV                                  | GasGas 450 Rally Replica    | 84  | Tiziano Interno        | Rally2  |
| TB Racing                                  | Honda CRF450 Rally          | 85  | Thierry Béthys         | Rally2  |
| Team Charlie Herbst                        | GasGas 450 Rally Replica    | 86  | Charlie Herbst         | Rally2  |
| Podmol Dakar Team                          | Husqvarna 450 Rally Replica | 87  | Libor Podmol           | Rally2  |
| Wiedemannn Motorsports                     | KTM 450 Rally Replica       | 91  | Mike Wiedemann         | Rally2  |
| Vendetta Racing UAE                        | Husqvarna 450 Rally Replica | 92  | David Mabbs            | Rally2  |
| Vendetta Racing UAE                        | Husqvarna 450 Rally Replica | 93  | David McBride          | Rally2  |
| Vendetta Racing UAE                        | Husqvarna 450 Rally Replica | 94  | Oran O’Kelly           | Rally2  |
| Kini Rally Racing Team                     | KTM 450 Rally Replica       | 96  | Tobias Ebster          | Rally2  |
| JP1 Kews Dakar Rally Team                  | KTM 450 Rally Replica       | 97  | Juan Puga              | Rally2  |
| KORR Off-Road Racing                       | Kove 450 Rally              | 98  | Mason Klein            | RallyGP |
| Stuart Gregory                             | KTM 450 Rally Replica       | 100 | Stuart Gregory         | Rally2  |
| TLD Racing                                 | KTM 450 Rally Replica       | 104 | Jérémie Gerber         | Rally2  |
| Team Universal Ride                        | KTM 450 Rally Replica       | 106 | Jérôme Bas             | Rally2  |
| DNA Air Filters – Enduro Greece            | Husqvarna 450 Rally Replica | 107 | Vasileios Boudros      | Rally2  |
| Dakar4Dakar                                | KTM 450 Rally Replica       | 112 | Gioele Meoni           | Rally2  |
| ALL1 Motocard                              | GasGas 450 Rally Replica    | 114 | Carlos Llibre          | Rally2  |
| ALL1 Motocard                              | GasGas 450 Rally Replica    | 115 | Josep Pedró Subirats   | Rally2  |
| ALL1 Team Meroil                           | GasGas 450 Rally Replica    | 116 | Xavier Pes Bosck       | Rally2  |
| ALL1 Team Meroil                           | GasGas 450 Rally Replica    | 119 | Javier Amat de Caralt  | Rally2  |
| ALL1 Team Martiderm                        | GasGas 450 Rally Replica    | 117 | Josep Martí Suñer      | Rally2  |
| ALL1 Team Martiderm                        | GasGas 450 Rally Replica    | 118 | Fernando Conde Targa   | Rally2  |
| Haleem                                     | KTM 450 Rally Replica       | 122 | Abdulhalim Al-Mogheera | Rally2  |
| Touareg Ibiza – Evissa Esports             | Husqvarna 450 Rally Replica | 123 | Fabio Lottero          | Rally2  |
| Zeranta                                    | KTM 450 Rally Replica       | 125 | Iader Giraldi          | Rally2  |
| Joyrace / Campos                           | KTM 450 Rally Replica       | 130 | Javier Campos          | Rally2  |
| Team RAF                                   | KTM 450 Rally Replica       | 131 | Anthony Fabre          | Rally2  |
| Team RAF                                   | Husqvarna 450 Rally Replica | 132 | Andy Beaucoud          | Rally2  |
| Un Dakar Pour De L’espoir                  | KTM 450 Rally Replica       | 133 | Bruno LeBlanc          | Rally2  |
| TwinTrail Racing Team                      | KTM 450 Rally Replica       | 134 | Isaac Feliu            | Rally2  |
| TwinTrail Racing Team                      | KTM 450 Rally Replica       | 135 | Carles Falcón          | Rally2  |
| AG Dakar School - ITCC                     | KTM 450 Rally Replica       | 139 | Modestas Siliūnas      | Rally2  |
| VB × Kray&Co                               | Husqvarna 450 Rally Replica | 141 | Vincent Biau           | Rally2  |
| Slovnaft Rally Team                        | KTM 450 Rally Replica       | 142 | Štefan Svitko          | RallyGP |

### Quad
| Scuderia                          | Quad               | #   | Pilota             |
| --------------------------------- | ------------------ | --- | ------------------ |
| Story Racing                      | Yamaha Raptor 700R | 170 | Laisvydas Kancius  |
| Varga Motorsport Team             | Yamaha Raptor 700R | 171 | Juraj Varga        |
| Yamaha Racing - SMX - Drag'on     | Yamaha Raptor 700R | 172 | Alexandre Giroud   |
| Drag'on Rally Team                | Yamaha Raptor 700R | 173 | Francisco Moreno   |
| Drag'on Rally Team                | Yamaha Raptor 700R | 178 | Samuel Desbuisson  |
| 7240 Team / Drag'on Rally Service | Yamaha Raptor 700R | 174 | Manuel Andújar     |
| CFMOTO Thunder Racing Team        | CFMOTO CFORCE 100  | 175 | Antanas Kanopkinas |
| Visit Sant Antoni - Ibiza         | Yamaha Raptor 700R | 176 | Toni Vingut        |
| Taguatur Racing Team              | Yamaha Raptor 700R | 177 | Marcelo Medeiros   |
| Hani Al-Noumesi                   | Yamaha Raptor 700R | 179 | Hani Al-Noumesi    |

### Auto
| Scuderia                      | Auto                              | #   | Pilota               | Copilota              | Classe |
| ----------------------------- | --------------------------------- | --- | -------------------- | --------------------- | ------ |
| Nasser Racing                 | Prodrive Hunter                   | 200 | Nasser Al-Attiyah    | Matthieu Baumel       | T1+    |
| Bahrain Raid Xtreme           | Prodrive Hunter                   | 203 | Sébastien Loeb       | Fabian Lurquin        | T1+    |
| Overdrive Racing              | Toyota Hilux                      | 201 | Yazeed Al-Rajhi      | Timo Gottschalk       | T1+    |
| Overdrive Racing              | Toyota Hilux                      | 205 | Juan Yacopini        | Daniel Oliveras       | T1+    |
| Overdrive Racing              | Toyota Hilux                      | 211 | Guerlain Chicherit   | Alex Winocq           | T1+    |
| Overdrive Racing              | Toyota Hilux                      | 215 | Denis Krotov         | Konstantin Žiltsov    | T1+    |
| Overdrive Racing              | Toyota Hilux                      | 221 | Guillaume de Mevius  | Xavier Panseri        | T1+    |
| Overdrive Racing              | Toyota Hilux                      | 227 | Eugenio Amos         | Paolo Ceci            | T1+    |
| Overdrive Racing              | Toyota Hilux                      | 229 | Lionel Baud          | Lucie Baud            | T1+    |
| Overdrive Racing              | Toyota Hilux                      | 236 | Ronan Chabot         | Gilles Pillot         | T1+    |
| Team Audi Sport               | Audi RS Q e-tron E2               | 202 | Stéphane Peterhansel | Edouard Boulanger     | T1.U   |
| Team Audi Sport               | Audi RS Q e-tron E2               | 204 | Carlos Sainz         | Lucas Cruz            | T1.U   |
| Team Audi Sport               | Audi RS Q e-tron E2               | 207 | Mattias Ekström      | Emil Bergkvist        | T1.U   |
| Toyota Gazoo Racing           | Toyota GR DKR Hilux               | 206 | Lucas Moraes         | Armand Monleón        | T1+    |
| Toyota Gazoo Racing           | Toyota GR DKR Hilux               | 209 | Giniel de Villiers   | Dennis Murphy         | T1+    |
| Toyota Gazoo Racing           | Toyota GR DKR Hilux               | 216 | Seth Quintero        | Dennis Zenz           | T1+    |
| Toyota Gazoo Racing           | Toyota GR DKR Hilux               | 226 | Saood Variawa        | François Cazalet      | T1+    |
| Toyota Gazoo Racing           | Toyota GR DKR Hilux               | 243 | Guy Botterill        | Brett Cummings        | T1+    |
| Orlen Jipocar Team            | Ford Raptor RS Cross Country      | 208 | Martin Prokop        | Viktor Chytka         | T1+    |
| M-Sport Ford World Rally Team | Ford Ranger                       | 210 | Nani Roma            | Alex Haro             | T1+    |
| M-Sport Ford World Rally Team | Ford Ranger                       | 225 | Gareth Woolridge     | Boyd Dreyer           | T1+    |
| Century Racing Factory Team   | Century CR6-T                     | 212 | Mathieu Serradori    | Loic Minauder         | T1.2   |
| Century Racing Factory Team   | Century CR7                       | 219 | Brian Baragwanath    | Leonard Cremer        | T1+    |
| X-raid Arijus Team            | Mini John Cooper Works Rally Plus | 214 | Vaidotas Žala        | Paulo Fiúza           | T1+    |
| X-raid Mini JCW Team          | Mini John Cooper Works Rally Plus | 217 | Krzysztof Hołowczyc  | Łukasz Kurzeja        | T1+    |
| X-raid Mini JCW Team          | Mini John Cooper Works Rally Plus | 230 | Pau Navarro          | Gonçalo Reis          | T1+    |
| HanWei Motorsport Team        | Red-Lined REVO T1+                | 218 | Wei Han              | Li Ma                 | T1+    |
| MD Rallye Sport               | MD Rallye Sport Optimus           | 220 | Christian Lavieille  | Valentin Sarreaud     | T1.2   |
| MD Rallye Sport               | MD Rallye Sport Optimus           | 222 | Simon Vitse          | Frédéric Lefebvre     | T1.2   |
| MD Rallye Sport               | MD Rallye Sport Optimus           | 228 | Jérôme Pelichet      | Pascal Larroque       | T1.2   |
| MD Rallye Sport               | MD Rallye Sport Optimus           | 232 | Pascal Thomasse      | Arnold Brucy          | T1.2   |
| MD Rallye Sport               | MD Rallye Sport Optimus           | 234 | Jean-Rémy Bergounhe  | Lionel Costes         | T1.2   |
| MD Rallye Sport               | MD Rallye Sport Optimus           | 244 | Jean-Rémy Bergounhe  | Christophe Crespo     | T1.2   |
| Toyota Gazoo Racing Baltics   | Toyota Hilux                      | 223 | Benediktas Vanagas   | Kuldar Sikk           | T1+    |
| Eldorado x Humbility sports   | Toyota Hilux                      | 240 | Vladas Jurkevicius   | Aisvydas Paliukenas   | T1+    |
| BAIC ORV                      | BAIC BJ40                         | 224 | Zhang Guoyu          |                       | T1+    |
| BAIC ORV                      | BAIC BJ40                         | 233 | Zi Yunliang          | Sha He                | T1+    |
| Rebellion Racing              | Toyota Hilux                      | 231 | Romain Dumas         | Max Delfino           | T1+    |
| Rebellion Racing              | Toyota Hilux                      | 251 | Alexandre Pesci      | Stephan Kuhni         | T1+    |
| Repsol Toyota Rally Team      | Toyota Hilux                      | 235 | Isidre Esteve Pujol  | José Maria Villalobos | T1+    |
| Coronel Dakar Team            | Century CR6                       | 237 | Tim Coronel          | Tom Coronel           | T1.2   |
| Coronel Dakar Team            | Century CR6                       | 247 | Michel Kremer        | Thomas de Bois        | T1.2   |
| Astara Team                   | Century CR6-T                     | 238 | Laia Sanz            | Maurizio Gerini       | T1.2   |
| Buggyra ZM Racing             | Red-Lined REVO T1+                | 239 | Aliyyah Koloc        | Sébastien Delaunay    | T1+    |
| JLC Racing                    | MD Rallye Sport Optimus           | 241 | Jean-Luc Ceccaldi    | Thomas Gaidella       | T1.2   |
| X Rally                       | Prodrive Hunter                   | 242 | Marcos Baumgart      | Kleber Cincea         | T1+    |
| X Rally                       | Prodrive Hunter                   | 245 | Cristian Baumgart    | Alberto Andreotti     | T1+    |
| Skybox - BTR                  | Century CR6                       | 246 | Frédéric Chesneau    | Lionel Romanin        | T1.2   |
| Toyota Gazoo Racing Czech     | Toyota Hilux                      | 248 | Tomas Ourednicek     | David Kripal          | T1+    |
| Yunxiang China T1+ Team       | Prodrive Hunter                   | 249 | Feilong Liu          | Wang Yicheng          | T1+    |
| Yunxiang China T1+ Team       | Prodrive Hunter                   | 252 | Ping Sun             | Min Liao              | T1+    |
| Rally Raid Estonia            | Century CR7                       | 250 | Urvo Männamaa        | Risto Lepik           | T1+    |
| SRT Rally Team                | Century CR6                       | 255 | Dominique Housieaux  | Delphine Delfino      | T1.2   |
| TreasuryOne                   | Toyota Hilux                      | 258 | Hennie de Klerk      | Juan Möhr             | T1+    |

### Challenger
| Scuderia                             | Veicolo                    | #   | Pilota                | Copilota                 | Classe |
| ------------------------------------ | -------------------------- | --- | --------------------- | ------------------------ | ------ |
| Red Bull Can-Am Factory Team         | Can-Am Maverick X rs Turbo | 300 | Rokas Baciuška        | Oriol Vidal              | T3.1   |
| Red Bull Can-Am Factory Team         | Can-Am Maverick X rs Turbo | 301 | Francisco López       | Juan Pablo Latrach       | T3.1   |
| Red Bull Can-Am Factory Team         | Can-Am Maverick X rs Turbo | 305 | Austin Jones          | Gustavo Gugelmin         | T3.1   |
| South Racing Can-Am                  | Can-Am Maverick X rs Turbo | 308 | David Zille           | Sebastian Cesana         | T3.1   |
| South Racing Can-Am                  | Can-Am Maverick X rs Turbo | 337 | João Monteiro         | Nuno Morais              | T3.1   |
| South Racing Can-Am                  | Can-Am Maverick X rs Turbo | 338 | Oscar Santos          | Lourival Roldan          | T3.1   |
| South Racing Can-Am                  | Can-Am Maverick X rs Turbo | 345 | Marcus Winkler        | Alexander Toril          | T3.1   |
| South Racing Can-Am                  | Can-Am Maverick X rs Turbo | 347 | Lukas Lauda           | Stefan Henken            | T3.1   |
| Energylandia Rally Team              | Taurus T3 - Max            | 302 | Eryk Goczał           | Oriol Mena               | T3.1   |
| Energylandia Rally Team              | Taurus T3 - Max            | 304 | Marek Goczał          | Maciej Marton            | T3.1   |
| Energylandia Rally Team              | Taurus T3 - Max            | 310 | Michał Goczał         | Szymon Gospodarczyk      | T3.1   |
| Red Bull Off-Road JR Team USA by BFG | Taurus T3 - Max            | 303 | Mitchell Guthrie      | Kellon Walch             | T3.1   |
| Red Bull Off-Road JR Team USA by BFG | Taurus T3 - Max            | 306 | Cristina Gutiérrez    | Pablo Moreno             | T3.1   |
| X-raid Yamaha Supported Team         | Yamaha YXZ1000R Turbo      | 309 | Ignacio Casale        | Alvaro Leon              | T3.1   |
| X-raid Yamaha Supported Team         | Yamaha YXZ1000R Turbo      | 321 | Annett Quandt         | Annie Seel               | T3.1   |
| X-raid Yamaha Supported Team         | Yamaha YXZ1000R Turbo      | 334 | Pal Lonyai            | Filippo Ippolito         | T3.1   |
| Dark Horse Team                      | GRally OT3                 | 311 | Saleh Alsaif          | Nasser Al-Kuwari         | T3.1   |
| Wevers Sport                         | Taurus T3 - Max            | 312 | Nicolás Cavigliasso   | Valentina Pertegarini    | T3.1   |
| Wevers Sport                         | Taurus T3 - Max            | 329 | Dania Akeel           | Stéphane Duplé           | T3.1   |
| GRallyTeam                           | GRally OT3                 | 314 | Kris Meeke            | Wouter Rosegaar          | T3.1   |
| GRallyTeam                           | GRally OT3                 | 322 | Claudie Tanghe        | Kevin Tanghe             | T3.1   |
| MMP Compétition                      | MMP Rally Raid             | 315 | Ricardo Porém         | Agusto Sanz              | T3.1   |
| MMP Compétition                      | MMP Rally Raid             | 327 | Christophe Cresp      | Jean Brucy               | T3.1   |
| MMP Compétition                      | MMP Rally Raid             | 333 | Benjamin Lattard      | Patrick Jimbert          | T3.1   |
| Franco Sport                         | Yamaha YXZ1000R Turbo      | 317 | Mário Franco          | Daniel Jordão            | T3.1   |
| Team BBR                             | Taurus T3 - Max            | 318 | Marcelo Gastaldi      | Carlos Sachs             | T3.1   |
| Team BBR                             | Taurus T3 - Max            | 343 | Gunter Hinkelmann     | Fabrizio Bianchini       | T3.1   |
| TH-Trucks Canarias                   | Can-Am Maverick X rs Turbo | 324 | Pedro Manuel Peñate   | Rosa Romero              | T3.1   |
| Foj Motorsport                       | Oryx T3                    | 325 | Xavier Foj            | Antonio Angulo           | T3.1   |
| PH-Sport                             | PH-Sport Zephyr            | 326 | Glenn Brinkman        | Dale Moscatt             | T3.1   |
| JSV Racing Team                      | Can-Am Maverick X3         | 330 | Jordi Segura Vidiella | Sergi Brugué             | T3.1   |
| Aljafla Racing                       | Toyota Hilux               | 331 | Khalid Aljafla        | Andrej Rudnitskij        | T3.1   |
| ADT Motowear - Drink Persé           | Can-Am Maverick X3         | 332 | Javier Vélez          | Gaston Mattarucco        | T3.1   |
| Team Mashael                         | Can-Am Maverick X3         | 335 | Mashael Alobaidan     | Rémi Boulanger           | T3.1   |
| Dakar Team Spierings                 | Can-Am Maverick X3         | 336 | Paul Spierings        | Jan-Pieter van der Stelt | T3.1   |
| Arcane Racing                        | Arcane T3                  | 339 | Gert-Jan Van Der Valk | Branco de Lange          | T3.1   |
| Arcane Racing                        | Arcane T3                  | 352 | Alexander Peters      | Wouter de Graaff         | T3.1   |
| Buggy Masters Team                   | Can-Am Maverick X3         | 340 | Oscar Ral             | Xavier Blanco            | T3.1   |
| Sodicars Racing                      | Can-Am Maverick X3         | 346 | Manuel Plaza          | Marta Plaza              | T3.1   |
| ASM Motorsport                       | Oryx T3                    | 349 | Antonio Garcia        | Aran Sol I Juanola       | T3.1   |
| RaceArt/QFF                          | Can-Am Maverick X3         | 350 | Roger Grouwels        | Ronald van Nederpelt     | T3.1   |
| Gaia Motorsports                     | Can-Am Maverick X3         | 351 | Edwin Opstelten       | Henny van Kouwen         | T3.1   |
| Gaia Motorsports                     | Can-Am Maverick X3         | 369 | Jeffrey Otten         | Olaf Harmsen             | T3.1   |

### SSV
| Scuderia                             | SSV                        | #   | Pilota                | Copilota              | Classe |
| ------------------------------------ | -------------------------- | --- | --------------------- | --------------------- | ------ |
| Can-Am Factory Team                  | Can-Am Maverick X rs Turbo | 400 | João Ferreira         | Filipe Palmeiro       | T4     |
| South Racing Can-Am                  | Can-Am Maverick X rs Turbo | 402 | Gerard Farrés         | Diego Ortega          | T4     |
| South Racing Can-Am                  | Can-Am Maverick X rs Turbo | 407 | Eduardo Pons          | Jaume Betriu          | T4     |
| South Racing Can-Am                  | Can-Am Maverick X rs Turbo | 414 | Cristiano Batista     | Fausto Mota           | T4     |
| South Racing Can-Am                  | Can-Am Maverick X rs Turbo | 419 | Sara Price            | Jeremy Gray           | T4     |
| Xtreme Plus - CST - Polaris          | Polaris RZR Pro R          | 401 | Shinsuke Umeda        | Maurizio Dominella    | T4     |
| Xtreme Plus - CST - Polaris          | Polaris RZR Pro R          | 410 | Michele Cinotto       | Alberto Bertoldi      | T4     |
| Xtreme Plus - CST - Polaris          | Polaris RZR Pro R          | 415 | Jorge Wagernfuhr      | Humberto Ribeiro      | T4     |
| MMP Competition                      | Can-Am Maverick X rs Turbo | 404 | Claude Fournier       | Serge Gounon          | T4     |
| MMP Competition                      | Can-Am Maverick X rs Turbo | 408 | Yasir Seaidan         | Adrien Metge          | T4     |
| MMP Competition                      | Can-Am Maverick X rs Turbo | 420 | Jérôme de Sadeleer    | Michaël Metge         | T4     |
| Sébastien Loeb Racing - Bardahl Team | Polaris RZR Pro R          | 405 | Florent Vayssade      | Nicolas Rey           | T4     |
| Sébastien Loeb Racing - Bardahl Team | Polaris RZR Pro R          | 411 | Xavier de Soultrait   | Martin Bonnet         | T4     |
| Onlyfans Racing                      | Can-Am Maverick X rs Turbo | 406 | Rebecca Busi          | Sergio Lafuente       | T4     |
| FN Speed Team                        | Can-Am Maverick X rs Turbo | 409 | Sebastian Guayasamin  | Fernando Acosta       | T4     |
| Sodicars Racing                      | Can-Am Maverick X rs Turbo | 412 | Juan Miguel Fidel     | Javier Ventaja        | T4     |
| Team BBR                             | Can-Am Maverick X rs Turbo | 416 | Rodrigo Varela        | Enio Bozzano Jr       | T4     |
| Drag'on Rally Team                   | Can-Am Maverick X rs Turbo | 421 | Eric Croquelois       | Anthony Pes           | T4     |
| BTR Racing                           | Can-Am Maverick X rs Turbo | 424 | Benoît Lepietre       | Benoît Bonnefoi       | T4     |
| Ydeo Compétition                     | Can-Am Maverick X rs Turbo | 425 | Jérémie Renou         | Nicolas Larroquet     | T4     |
| Rentway Dakar Team                   | Can-Am Maverick X rs Turbo | 426 | Emilija Gelažninkienė | Arūnas Gelažninkas    | T4     |
| QFF Timola Racing                    | Can-Am Maverick X rs Turbo | 427 | Sander Derikx         | Ruud Vollebregt       | T4     |
| Van Ham Racing / QFF                 | Can-Am Maverick X rs Turbo | 437 | Martijn van den Broek | Jan Paul van der Poel | T4     |
| Thor Team Horizon Off-Road           | Can-Am Maverick X rs Turbo | 428 | William Grarre        | Julien Vincent        | T4     |
| TC Racing                            | Can-Am Maverick X rs Turbo | 429 | Christine GZ          | Ricardo Torlaschi     | T4     |
| Overlimit                            | Can-Am Maverick X rs Turbo | 430 | Grzegorz Brochocki    | Grzegorz Komar        | T4     |
| Pedrega Team                         | Can-Am Maverick X rs Turbo | 431 | Jose Vidaña           | Dani Camara           | T4     |
| Pedrega Team                         | Can-Am Maverick X rs Turbo | 441 | Rafa Muñoz            | José Mata             | T4     |
| R-X Sport                            | Can-Am Maverick X rs Turbo | 432 | Maha Alhamli          | Marcin Pasek          | T4     |
| DeliveryBike Dakar Team              | Can-Am Maverick X rs Turbo | 433 | Jan-Willem van Mourik | Eduard Hillebrand     | T4     |
| TH-Trucks Team                       | Polaris RZR Pro R          | 434 | Domingo Pardos        | Oscar Bravo           | T4     |
| Geek Racing / TH-Trucks              | Polaris RZR Pro R          | 436 | Daniel González       | Jorge Hernández       | T4     |
| Scuderia Ramilo Rodamoto             | Can-Am Maverick X rs Turbo | 435 | Ricardo Ramilo        | Marc Sola             | T4     |
| Scuderia Ramilo Rodamoto             | Can-Am Maverick X rs Turbo | 438 | Juan Font             | Borja Rodriguez       | T4     |
| ATS Dakar Rally                      | Can-Am Maverick X rs Turbo | 440 | Andre Thewessen       | Dmytro Tsyro          | T4     |

### Camion
| Scuderia                          | Camion              | #   | Pilota                   | Copilota              | Meccanico             | Classe |
| --------------------------------- | ------------------- | --- | ------------------------ | --------------------- | --------------------- | ------ |
| Boss Machinery Team de Rooy FPT   | Iveco Powerstar     | 600 | Janus van Kasteren       | Darek Rodewald        | Marcel Snijders       | T5.1   |
| Ladies Team de Rooy FPT           | Iveco Powerstar     | 618 | Anja van Loon            | Marije van Ettekoven  | Floor Maten           | T5.1   |
| Becx Competition Team de Rooy FPT | Iveco Powerstar     | 622 | Michiel Becx             | Wulfert van Ginkel    | Edwin Kuijpers        | T5.1   |
| MM Technology                     | Iveco Powerstar     | 601 | Martin Macík             | František Tomášek     | David Švanda          | T5.1   |
| MM Technology                     | Iveco Powerstar     | 610 | Claudio Bellina          | Bruno Gotti           | Marco Arnoletti       | T5.1   |
| MM Technology                     | Iveco Powerstar     | 628 | Gianandrea Pellegrinelli | Giulio Minelli        | Claudio Gardini       | T5.1   |
| Instaforex Loprais Praga          | Praga V4S DKR       | 602 | Aleš Loprais             | Jaroslav Valtr        | Jiří Stross           | T5.1   |
| Eurol Rallysport                  | Iveco Powerstar     | 603 | Mitchel van den Brink    | Jarno van de Pol      | Moises Torrallardona  | T5.1   |
| Eurol Rallysport                  | Iveco Trakker       | 606 | Martin van den Brink     | Rijk Mouw             | Jan van der Vaet      | T5.1   |
| Tatra Buggyra ZM Racing           | Tatra Phoenix       | 604 | Jaroslav Valtr           | Rene Kilian           | David Kilian          | T5.1   |
| Tatra Buggyra ZM Racing           | Tatra Phoenix       | 605 | Pascal de Baar           | Gijsbert Verschoo     | Tomáš Šikola          | T5.1   |
| Tatra Buggyra ZM Racing           | Tatra Phoenix       | 626 | Daniel Stiblik           | Lukáš Kvasnica        | Jiří Tomec            | T5.1   |
| Firemen Dakar Team                | Iveco Powerstar     | 607 | Richard de Groot         | Jan Hulsebosch        | Martijn van Rooij     | T5.1   |
| Versteijnen Truck Racing          | Iveco Powerstar     | 608 | Vick Versteijnen         | Andre van der Sande   | Teun van Dal          | T5.1   |
| Hino Team Sugawara                | Hino 600 Hybrid     | 609 | Teruhito Sugawara        | Hirokazu Somemiya     | Yuji Mochizuki        | T5.1   |
| Stichting Rainbow Truck Team      | MAN TGA             | 611 | Gerrit Zuurmond          | Tjeerd van Ballegooy  | Klaas Kwakkel         | T5.1   |
| FESH FESH Team                    | Tatra Jamal         | 613 | Vaidotas Paškevičius     | Gytis Gaspariūnas     | Albert Veliamovic     | T5.1   |
| FESH FESH Team                    | Ford Cargo 4X4      | 619 | Albert Llovera           | Margot Llobera        | Marc Torres           | T5.1   |
| Team Boucou Competition           | MAN TGS             | 614 | Egbert Wingens           | Gerard van Veenendaal | Philipp Rettig        | T5.2   |
| Team Boucou Competition           | DAF 75CF            | 627 | Philippe Pedeche         | Philippe Perry        | Guillaume Manelphe    | T5.1   |
| Team Boucou Competition           | Iveco Trakker       | 632 | Sébastien Fargeas        | Jean-François Cazères | Nicolas Falloux       | T5.1   |
| Team Boucou Competition           | MAN TGA             | 646 | Jérémie Demarty          | Armando Loureiro      | Eric Simonin          | T5.1   |
| Jongbloed Dakar Team              | Renault C460 Hybrid | 615 | Gert Huzink              | Rob Buursen           | Martin Roesink        | T5.1   |
| Gregoor Racing Team               | Iveco Trakker       | 616 | Igor Bouwens             | Syndiely Wade         | Ulrich Boerboom       | T5.1   |
| De Groot Sport                    | Iveco Powerstar     | 617 | Ben de Groot             | Govert Boogaard       | Ad Hofmans            | T5.1   |
| De Groot Sport                    | Iveco Powerstar     | 620 | William de Groot         | Tom Brekelmans        | Jos van der Pas       | T5.1   |
| Bahrain Raid Xtreme               | Iveco Powerstar     | 623 | Pep Sabaté               | Jordi Montaner        | Pol Tibau             | T5.1   |
| Bahrain Raid Xtreme               | MAN TGA             | 638 | Didier Monseu            | Charly Gotlib         | Edouard Fraipont      | T5.1   |
| Overdrive Racing                  | MAN TGX             | 624 | Steven Rotsaert          | Benny Raes            | Lins Didier           | T5.1   |
| Overdrive Racing                  | Iveco Trakker       | 630 | Dave Berghmans           | Sam Koopmann          | Bob Geens             | T5.1   |
| TH-Trucks Team                    | Scania Torpedo      | 625 | Alberto Herrero          | Susana Hernando       | Mario Rodríguez       | T5.1   |
| TH-Trucks Team                    | MAN TGS             | 636 | Cesare Rickler           | Aldo de Lorenzo       | Dario de Lorenzo      | T5.2   |
| TH-Trucks Team                    | MAN TGA             | 644 | Francesc Fernandez       | Javier Jacoste        | Jose María Fontdevila | T5.2   |
| Q Motorsport Team                 | MAN TGA             | 629 | Michael Baumann          | Philipp Beier         | Sebastian Lindner     | T5.1   |
| Q Motorsport Team                 | MAN TGA             | 648 | Dave Ingels              | Johannes Schotanus    |                       | T5.2   |
| X Rally Team                      | DAF 75CF            | 631 | Jordi Esteve Oro         | Francisco Pardo       | Raul Arteaga          | T5.1   |
| STA Competition                   | Volvo FMX           | 633 | Tariq Alrammah           | Samir Benbekhti       | John Cockburn         | T5.1   |
| Toyota Auto Body                  | MAN TGA             | 634 | Thomas Robineau          | Sylvain Laliche       | Jérémie Gimbre        | T5.2   |
| Valtr Racing Team                 | Iveco Powerstar     | 635 | Michal Valtr             | Jaroslav Miškolci     | Radim Kaplanek        | T5.1   |
| Qualisport Racing                 | Scania Torpedo      | 637 | Miklós Kovács            | Péter Czeglédi        | László Ács            | T5.1   |
| Tibau Team                        | MAN TGS             | 639 | Manuel Borrero           | Emilio Fiz del Teso   | Juan Silva            | T5.2   |
| Team SSP                          | MAN TGS             | 640 | Norbert Szalai           | Frederic Becart       | Pavel Fasko           | T5.2   |
| Team SSP                          | MAN TGA             | 641 | Zsolt Darázsi            | Pierre Calmon         | Tibor Lener           | T5.2   |
| Team SSP                          | MAN TGA             | 643 | Dušan Randýsek           | Victor Bouchwalder    | Laurent Lalanne       | T5.2   |
| Sodicars Racing                   | DAF 85CF            | 642 | Alberto Romero           | Alejandro Mozuelos    | Gustavo Ibas          | T5.2   |
| Xtreme Plus - CST - Polaris       | GINAF               | 645 | Marco Piana              | Paco Fernandez        | David Giovannetti     | T5.2   |
| Rebellion Racing                  | MAN TGA             | 651 | Ahmed Benbekhti          | Bruno Seillet         | Mickaël Fauvel        | T5.2   |

### Dakar Future Mission 1000
| Scuderia                      | Veicolo                      | #    | Pilota             | Copilota         | Meccanico    | Classe |
| ----------------------------- | ---------------------------- | ---- | ------------------ | ---------------- | ------------ | ------ |
| Tacita Formula Corsa          | Tacita Discanto              | 1000 | Sylvain Espinasse  |                  |              | Moto   |
| Tacita Formula Corsa          | Tacita Discanto              | 1001 | Oscar Polli        |                  |              | Moto   |
| Arctic Leopard Factory Racing | Arctic Leopard E-XE880 Rally | 1002 | Willy Jobard       |                  |              | Moto   |
| Arctic Leopard Factory Racing | Arctic Leopard E-XE880 Rally | 1003 | Wenmin Su          |                  |              | Moto   |
| Arctic Leopard Factory Racing | Arctic Leopard E-XE880 Rally | 1004 | Gang Jun Cai       |                  |              | Moto   |
| Team Dakar Eco Galicia        | BAT Power Racing             | 1005 | Francisco Gómez    |                  |              | Moto   |
| Stichting Rainbow Dakar Team  | E-LIONS H2                   | 1010 | Dick Zuurmond      | Simon Koetsier   |              | Auto   |
| HySE                          | HySE-X1                      | 1020 | Jamie Campbell     | Bruno Jacomy     |              | SSV    |
| Team Les Tigres du Désert     | Can-Am Maverick X3           | 1021 | Jean-Michel Paulhe | Gauthier Gibert  |              | SSV    |
| Avid HPE & CAT Racing         | Yamaha YXZ1000R              | 1022 | Camelia Liparoti   |                  |              | SSV    |
| KH7-Ecovergy Team             | MAN TGA                      | 1030 | Jordi Juvanteny    | José Luis Criado | Xavier Ribas | Camion |

### Dakar Classic
| Scuderia                      | Veicolo                     | #   | Pilota                   | Copilota                | Meccanico           | Classe                     |
| ----------------------------- | --------------------------- | --- | ------------------------ | ----------------------- | ------------------- | -------------------------- |
| Moma Bikes Raid Team          | Porsche 959                 | 700 | Juan Morera              | Lidia Ruba              |                     | 87-96 Moderate Average     |
| Tecnosport                    | Toyota Land Cruiser         | 701 | Paolo Bedeschi           | Daniele Bottallo        |                     | 87-96 Moderate Average     |
| Tecnosport                    | Nissan Pathfinder           | 702 | Lorenzo Traglio          | Rudy Briani             |                     | +97 Intermediate Average   |
| Tecnosport                    | Isuzu VehiCROSS             | 718 | Luciano Carcheri         | Fabrizia Pons           |                     | 87-96 Low Average          |
| Tecnosport                    | Nissan Terrano              | 719 | Filippo Colnaghi         | Stefano Fabiano         |                     | 87-96 Moderate Average     |
| Tecnosport                    | Nissan Terrano II           | 728 | Juraj Šebalj             | Ivan Vidaković          |                     | 87-96 Moderate Average     |
| Tecnosport                    | Nissan Terrano              | 732 | Angelo Fumagalli         | Monica Buonamano        |                     | 87-96 Moderate Average     |
| Tecnosport                    | Iveco Magirus               | 910 | Giuseppe Simonato        | Monica Buonamano        | Alessio Bentivoglio | 87-96 Moderate Average     |
| TH-Trucks Team                | Toyota Land Cruiser 80      | 703 | Dirk van Rompuy          | Luis Barbero            |                     | 87-96 Moderate Average     |
| TH-Trucks Team                | Toyota Land Cruiser 80      | 711 | Asier Duarte             | Raquel Arranz           |                     | 87-96 Moderate Average     |
| TH-Trucks Team                | UMM Alter 4x4               | 715 | Joao Antonio De Almeida  | Luis Miguel Goncalves   |                     | 87-96 Moderate Average     |
| TH-Trucks Team                | Toyota Land Cruiser 90      | 721 | Vincent Gonzalez         | Albert Casabona         |                     | +97 Intermediate Average   |
| TH-Trucks Team                | UMM Alter 4x4               | 724 | Paulo Sérgio Da Silva    | Arcélio Couto           |                     | 87-96 Moderate Average     |
| TH-Trucks Team                | Mercedes-Benz Actros        | 911 | Rafael Lesmes            | Jose Luis Ruano         | Tabatha Romon       | 87-96 Low Average          |
| TH-Trucks Team                | Mercedes-Benz Actros        | 913 | Jaime Martinez           | Nekane Abin Bardeci     | Santiago Díaz       | 87-96 Low Average          |
| Team Cap179                   | Toyota Land Cruiser 80      | 704 | Pascal Lebrun            | Sébastien Dubois        |                     | 87-96 Moderate Average     |
| Recinsa Sport                 | Nissan Terrano              | 705 | Francisco Benavente      | Rafael Benavente        |                     | 87-96 Moderate Average     |
| Nantes Prestige Autos         | Porsche 911 SC              | 708 | Puck Klaassen            | Sebastiaan Klaassen     |                     | -86 Moderate Average       |
| Nantes Prestige Autos         | Porsche 959                 | 759 | Frederic Larre           | Jérémy Athimon          |                     | 87-96 Moderate Average     |
| DEXT P-Rally                  | Porsche 924                 | 709 | Łukasz Zoll              | Michal Zoll             |                     | -86 Moderate Average       |
| DEXT P-Rally                  | Porsche 924                 | 737 | Tomasz Staniszewski      | Stanisław Postawka      |                     | -86 Moderate Average       |
| Motortecnica Racing Team      | Mitsubishi Pajero Evolution | 710 | Stefano Calzi            | Umberto Fiori           |                     | 87-96 High Average         |
| CZech Samurais                | Citroën 2CV                 | 712 | Barbora Holická          | Lucie Engová            |                     | -86 Low Average            |
| CZech Samurais                | Toyota Land Cruiser 90      | 726 | Ondřej Martinec          | Olga Roučková           |                     | 87-96 Moderate Average     |
| Klymčiw Racing                | Škoda 130LR                 | 714 | Ondřej Klymčiw           | Josef Broz              |                     | 87-96 Moderate Average     |
| Coco Loco                     | Suzuki Vitara               | 716 | Dominik Ben              | Katarzyna Malicka       |                     | +97 Intermediate Average   |
| Völkel Dakar Team             | Mercedes-Benz 280GE         | 717 | Maximilian Loder         | Laurence Loder          |                     | -86 Moderate Average       |
| Völkel Dakar Team             | Mercedes-Benz 280GE         | 733 | Panos Meyer              | Martin Bendig-Kreutzer  |                     | -86 Moderate Average       |
| Völkel Dakar Team             | Mercedes-Benz 280GE         | 755 | Jörg Sand                | Patrick Diemer          |                     | -86 Moderate Average       |
| Völkel Dakar Team             | Mercedes-Benz Actros        | 907 | Thomas Wolthaus          | Bastian Klausing        | Lina van de Mars    | -86 Low Average            |
| Völkel Dakar Team             | Mercedes-Benz Actros        | 912 | Daniel Schatz            | Georg Gattinger         | Fabian Stauner      | -86 Low Average            |
| 4lpine Retro                  | Renault 4                   | 720 | Michel Blanc             | Frédéric Benedetti      |                     | -86 Low Average            |
| Desert Endurance Motorsport   | Nissan Patrol               | 722 | Andrea Belometti         | Luigi De Rossi          |                     | +97 Intermediate Average   |
| Desert Endurance Motorsport   | Suzuki Vitara               | 756 | Stefano Picasso          | Gianluca Biondi         |                     | 87-96 Low Average          |
| Desert Endurance Motorsport   | Toyota Land Cruiser 90      | 763 | Giorgio Ciresola         | Ziga Colja              |                     | +97 Intermediate Average   |
| Desert Endurance Motorsport   | Iveco ACM 80-17             | 904 | Ermanno De Angelis       | Annunziata Del Gaudio   | Andrea Cadei        | 87-96 Moderate Average     |
| Team Boucou                   | Peugeot 504 Coupé           | 723 | François-Xavier Bourgois | Patrice Auzet           |                     | -86 Intermediate Average   |
| Team Boucou                   | Renault Kerax               | 902 | Frank Puchouau           | Enric Segura            | Dorian Bardeau      | +97 Moderate Average       |
| Team Boucou                   | Renault Kerax               | 916 | Jordi Ginesta            | Yves Dumont             | Marc Nicaut         | +97 Moderate Average       |
| 924 Turbo Team                | Porsche 924                 | 725 | Pieter Peerlings         | Sam Teugels             |                     | -86 Intermediate Average   |
| R Team                        | Mitsubishi Pajero Evolution | 727 | Giulio Bertolli          | Renato Rickler Del Mare |                     | 87-96 Moderate Average     |
| R Team                        | Mitsubishi Pajero Evolution | 734 | Stefano Sinibaldi        | Simona Morosi           |                     | +97 Intermediate Average   |
| R Team                        | Mitsubishi Pajero Evolution | 741 | Damiano Lipani           | Stefano Crementieri     |                     | +97 Intermediate Average   |
| R Team                        | Mitsubishi Pajero Evolution | 748 | Giuliano Bergo           | Robert Blaas            |                     | +97 Intermediate Average   |
| R Team                        | Mitsubishi Pajero Evolution | 761 | Marco Ernesto Leva       | Alexia Giugni           |                     | 87-96 Moderate Average     |
| R Team                        | Iveco Eurocargo             | 900 | Marco Giannecchini       | Luca Macrini            | Alexandre Azenha    | 87-96 Low Average          |
| Team Capôsud                  | Range Rover                 | 729 | Lionel Guy               | Johnny Mauduit          |                     | 87-96 Moderate Average     |
| Team SSP                      | Toyota Land Cruiser 80      | 730 | François Abrial          | Cécile Abrial           |                     | 87-96 Moderate Average     |
| Team SSP                      | Toyota Land Cruiser 80      | 745 | Dominique Durand         | Raphael Vial            |                     | 87-96 Moderate Average     |
| Team SSP                      | Mercedes-Benz 2636          | 901 | Pierre-Louis Quemin      | Olivier Guillory        | Antoine Margall     | 87-96 Moderate Average     |
| BXS Motorsport                | Lada Niva                   | 731 | Marcel Quiros            | Joan Cairó i Ferrer     |                     | 87-96 Low Average          |
| BXS Motorsport                | Lada Niva                   | 740 | Matías Rodríguez         | Sandra Gausch           |                     | 87-96 Low Average          |
| RSO                           | Range Rover                 | 735 | Hervé Solandt            | Brice Laborie-Brondino  |                     | 87-96 Moderate Average     |
| Toyota Team Classic           | Toyota Land Cruiser 80      | 736 | Michał Horodeński        | Arkadiusz Sałaciński    |                     | 87-96 Intermediate Average |
| Bolk Dakar Rallyteam          | Mitsubishi Pajero Evolution | 738 | Jaap Bolk                | Twan Vollebregt         |                     | +97 High Average           |
| Team Un Diabético en el Dakar | Toyota Land Cruiser 90      | 739 | Daniel Albero            | Jose Luis Serra         |                     | +97 Intermediate Average   |
| Dreamy & the Pap Snoek        | Toyota Land Cruiser 80      | 742 | Katherine Lovemore       | Stephen Lovemore        |                     | 87-96 Low Average          |
| Compagnie Saharienne 2024     | Toyota Land Cruiser 78      | 743 | Thierry Valtat           | Guillaume Gelée         |                     | 87-96 Low Average          |
| Compagnie Saharienne 2024     | Toyota Land Cruiser 78      | 760 | Olivier Delrieu          | Christophe Chabeuf      |                     | 87-96 Low Average          |
| Compagnie Saharienne 2024     | Toyota Land Cruiser 78      | 766 | Michaël Denis            | Philippe Garabeuf       |                     | 87-96 Low Average          |
| Allisport                     | Land Rover Defender 90      | 744 | Andrew Graham            | Gavin Neate             |                     | -86 Moderate Average       |
| Befuel Bombelli Team          | Mitsubishi Pajero           | 746 | Ugo Bullesi              | Myriam Manzoni          |                     | 87-96 Intermediate Average |
| TFSL Racing                   | Toyota Land Cruiser 100     | 747 | Teddy Delmonico          | Florian Garnier         |                     | +97 High Average           |
| TFSL Racing                   | Toyota Land Cruiser 80      | 751 | Stéphane Docher          | Lionel Balandreaud      |                     | 87-96 Intermediate Average |
| Madpanda Motorsport           | Toyota Land Cruiser 80      | 749 | Jorge Pérez Companc      | Jose Maria Volta        |                     | 87-96 Intermediate Average |
| Geco Classic                  | Mitsubishi Pajero           | 750 | Mathieu Kurzen           | Alexandre Fatio         |                     | 87-96 Low Average          |
| Chancellor Team New Zealand   | Land Rover Discovery        | 752 | Georges Garcia           | François Beziac         |                     | 87-96 Moderate Average     |
| Midstream Oil                 | Toyota Land Cruiser 80      | 753 | Adriaan Botma            | Riaan Botma             |                     | 87-96 Intermediate Average |
| Pedrega Team                  | Mitsubishi L200             | 754 | Sergi Fernández          | Pablo Benavente         |                     | +97 Intermediate Average   |
| Pedrega Team                  | Toyota Land Cruiser 95      | 767 | Amadeo Roige             | Jorge Toral             |                     | 87-96 Moderate Average     |
| Team Desertcruiser            | Toyota Land Cruiser 73      | 757 | Daniel Vetter            | Anton Frutiger          |                     | +97 Intermediate Average   |
| Montana Racing                | Toyota Land Cruiser         | 758 | Frank Thiel              | Hartmut Weigelt         |                     | 87-96 Moderate Average     |
| Enjoy Motorsport              | Mitsubishi Pajero           | 762 | Jan Vins                 | Tomáš Hovorka           |                     | 87-96 Moderate Average     |
| Bolides Racing                | Land Rover Defender 110     | 764 | Maxence Gublin           | Anthony Sousa           |                     | 87-96 Moderate Average     |
| LJS Racing Team               | Toyota Land Cruiser 90      | 765 | Lorenzo Fluxá            | Xavi Ribas              |                     | 87-96 Moderate Average     |
| Factoryhub                    | Toyota Land Cruiser 90      | 768 | Carlos Santaolalla       | Jan Rosa i Viñas        |                     | 87-96 Moderate Average     |
| Classic Team de Rooy          | DAF 3300                    | 903 | Janus van Kasteren       | Toine Verkooijen        | Herman Keijsers     | 87-96 Moderate Average     |
| Equipo Euskadi 4X4            | Mercedes Unimog             | 905 | Ignacio Corcuera         | David Naveira           | Fernando Garcia     | -86 Low Average            |
| Mototecnica Racing Team       | MAN 18.285                  | 906 | Corrado Pattono          | Piermarco Acerni        | Gianluca Ianni      | +97 Moderate Average       |
| Ruppert Motorsport            | Mercedes-Benz SK 1735 AK    | 908 | Christian Ruppert        | Ursula Ruppert          | Matias Ruppert      | 87-96 Low Average          |
| Team HoleShot Compétition     | MAN L90                     | 915 | Alexandre Lemay          | Fabien Lecaplain        | Jean-Baptiste Lecot | +97 Low Average            |